# Roslyn Harbor
Roslyn Harbor és una població dels Estats Units a l'estat de Nova York. Segons el cens del 2000 tenia 1.023 habitants.

## Demografia
Segons el cens del 2000, Roslyn Harbor tenia 1.023 habitants, 356 habitatges, i 301 famílies. La densitat de població era de 331,9 habitants per km².
Dels 356 habitatges en un 34,6% hi vivien nens de menys de 18 anys, en un 77,2% hi vivien parelles casades, en un 5,3% dones solteres, i en un 15,4% no eren unitats familiars. En el 12,6% dels habitatges hi vivien persones soles el 6,2% de les quals corresponia a persones de 65 anys o més que vivien soles. El nombre mitjà de persones vivint en cada habitatge era de 2,87 i el nombre mitjà de persones que vivien en cada família era de 3,12.
Per edats la població es repartia de la següent manera: un 23,5% tenia menys de 18 anys, un 4,3% entre 18 i 24, un 21,3% entre 25 i 44, un 31,5% de 45 a 60 i un 19,5% 65 anys o més.
L'edat mediana era de 46 anys. Per cada 100 dones de 18 o més anys hi havia 90 homes.
La renda mediana per habitatge era de 128.295 $ i la renda mediana per família de 150.000 $. Els homes tenien una renda mediana de 100.000 $ mentre que les dones 41.071 $. La renda per capita de la població era de 69.778 $. Entorn de l'1,3% de les famílies i el 2,5% de la població estaven per davall del llindar de pobresa.